# Diocees Africa

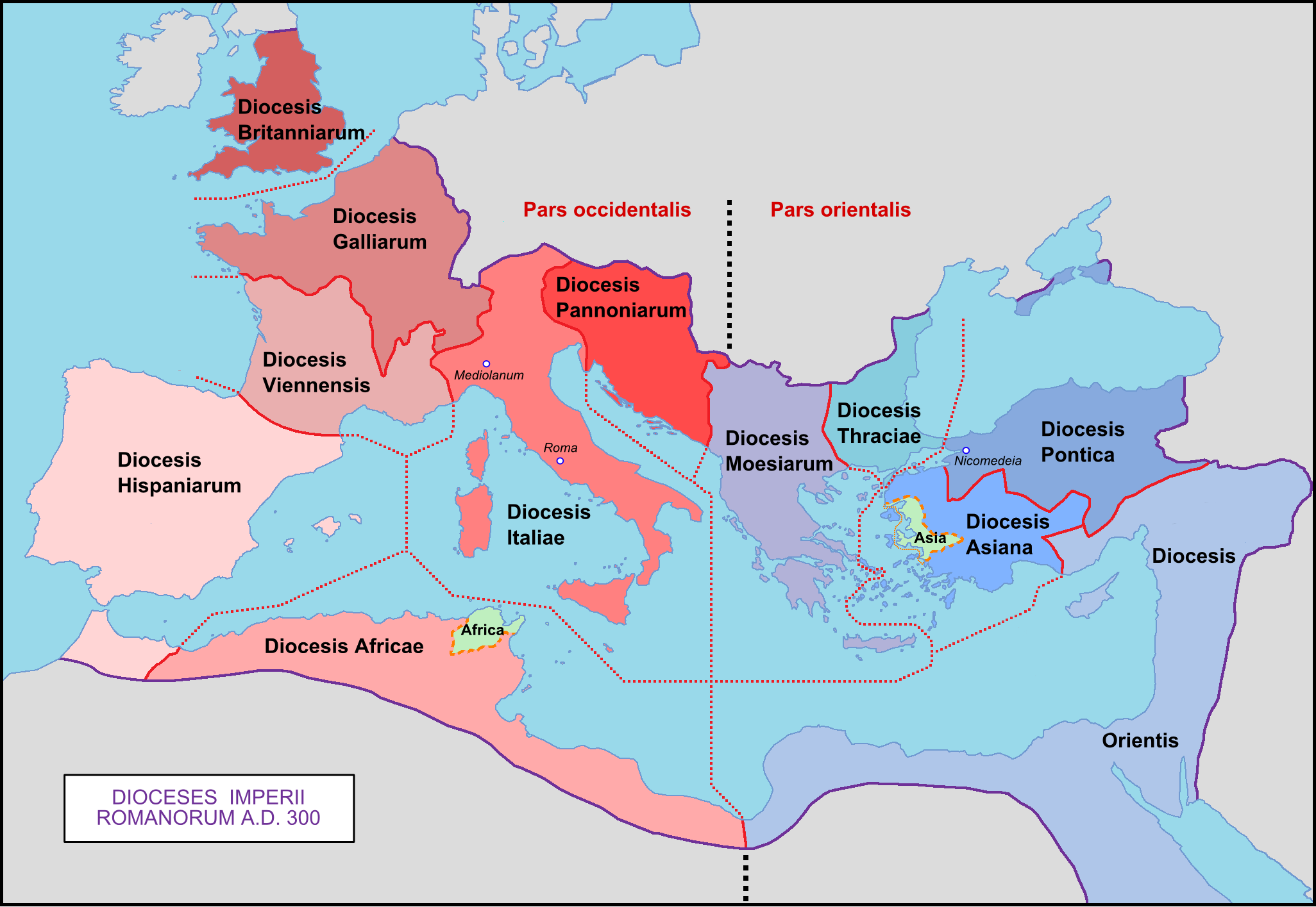
Romeinse diocessen van ongeveer 293 tot 337

Diocees Afrika (Latijn: Diocesis Africae) was een  late antiek administratieve eenheid (Dioceses) van het Romeinse Rijk in het kustgebied van Noord-Afrika.
In de huidige geopolitieke termen omvatte het diocees Afrika de hele kustlijn van Tunesië, Algerije met enkele bergachtige achterlanden, plus de westelijke helft van de kustlijn van Libië. Het bestond van 298 tot ongeveer 443 na Christus.  De hoofdstad was in Carthago. Het werd bestuurd door een vicaris die verantwoording verschuldigd was aan de Praetoriaanse prefectuur van Italië. 

## Organisatie
Het diocees Afrika omvatte de onderstaande zes provincies:

### Diocees Africa
1. Africa
2. Byzacena
3. Numidia
4. Tripolitania
5. Mauretania Tingitana
6. Mauretania Caesariensis

## Geschiedenis
Het diocees bestond vanaf de tijd van de Diocletianus en Constantijn hervormingen in de laatste jaren van de 3e eeuw totdat het in de jaren 430 werd overspoeld door de Vandalen. De provinciale organisatie werd behouden onder de Vandalen, en na hun nederlaag en de herovering van Afrika door het Oost-Romeinse Rijk in de Vandaalse Oorlog, werden ze opnieuw gegroepeerd, maar deze keer in een Pretoriaanse prefectuur